# Sinheung-dong, Sangju
Sinheung-dong (koreanska: 신흥동) är en stadsdel i staden Sangju i provinsen Norra Gyeongsang i den centrala delen av Sydkorea, 170 km sydost om huvudstaden Seoul.